# Llei d'abolició de l'esclavitud de 1833
La Llei d'abolició de l'esclavitud de 1833 (3 i 4 Will. IV c. 73) preveia l'abolició immediata de l'esclavitud a la majoria de parts de l'Imperi Britànic. Aquesta llei del Parlament del Regne Unit va ampliar la jurisdicció de la Llei de comerç d'esclaus de 1807 i va fer il·legal la compra o la propietat d'esclaus dins de l'Imperi Britànic, amb l'excepció de "els territoris en possessió de la Companyia de les Índies Orientals ", Ceilan. (ara Sri Lanka), i Santa Helena. La Llei va ser derogada el 1997 com a part d'una racionalització més àmplia de la llei estatutària anglesa; tanmateix, la legislació antiesclavista posterior continua vigent.

## Fons
El maig de 1772, la sentència de Lord Mansfield en el cas Somerset va emancipar un esclau a Anglaterra i així va ajudar a iniciar el moviment per abolir l'esclavitud. El cas va dictaminar que els esclaus no podien ser transportats fora d'Anglaterra contra la seva voluntat, però en realitat no va abolir l'esclavitud a Anglaterra. No obstant això, molts activistes, inclòs Granville Sharp, van considerar que la ratio decidendi del cas Somerset significava que l'esclavitud no estava recolzada per la llei a Anglaterra i que no es podia exercir cap propietat sobre els esclaus que entraven a terra anglesa o escocesa. El 1785, el poeta anglès William Cowper va escriure:
No tenim esclaus a casa - Aleshores, per què a l'estranger?</br> Els esclaus no poden respirar a Anglaterra; si els seus pulmons</br> Rebeu el nostre aire, en aquest moment són lliures.</br> Toquen el nostre país, i els seus grillons cauen.</br> Això és noble i denota una nació orgullosa.</br> I gelós de la benedicció. Escampeu-ho aleshores,</br> I deixeu-lo circular per cada vena.

## Campanya per abolir el tràfic d'esclaus
El 1783, un moviment contra l'esclavitud per abolir el tràfic d'esclaus a tot l'Imperi havia començat entre el públic britànic, amb la creació de la Societat per a l'Abolició del Comerç d'Esclaus Estimulat per un incident que implicava Chloe Cooley, una esclava portada al Canadà per un lleial nord -americà, el tinent governador de l'Alt Canadà, John Graves Simcoe, va presentar la Llei contra l'esclavitud el 1793. Aprovada per l' Assemblea Legislativa local, va ser la primera legislació que va prohibir el tràfic d'esclaus en una part de l'Imperi Britànic.
Després de França, que va abolir l'esclavitud el 1794, els britànics eren, a finals del segle xviii, els principals defensors de l'abolició de l'esclavitud a tot el món, havent estat anteriorment els majors traficants d'esclaus del món. William Wilberforce havia escrit al seu diari el 1787 que el seu gran propòsit a la vida era suprimir el tràfic d'esclaus abans de lluitar durant 20 anys contra la indústria.
El 1807, el Parlament va aprovar la Llei de comerç d'esclaus de 1807, que prohibia el tràfic internacional d'esclaus, però no l'esclavitud en si. La legislació va ser programada per coincidir amb l'esperada prohibició a partir de 1808 del tràfic internacional d'esclaus per part dels Estats Units, el principal rival del Regne Unit en el comerç marítim. Aquesta legislació va imposar multes que van fer poc per dissuadir els participants del tràfic d'esclaus. L'abolicionista Henry Brougham es va adonar que el comerç havia continuat i, com a nou diputat, va introduir amb èxit la Llei de delictes de comerç d'esclaus de 1811 que finalment va convertir el tràfic d'esclaus a l'estranger en un delicte a tot l'imperi. La Royal Navy va establir l' Esquadró d'Àfrica Occidental per suprimir el tràfic d'esclaus de l'Atlàntic patrullant la costa de l'Àfrica Occidental. Va suprimir el tràfic d'esclaus, però no el va aturar del tot. Entre 1808 i 1860, l'Esquadró d'Àfrica Occidental va capturar 1.600 vaixells d'esclaus i va alliberar 150.000 africans. Van reassentar molts a Jamaica i les Bahames. Gran Bretanya també va utilitzar la seva influència per coaccionar altres països perquè acceptessin tractats per posar fi al seu tràfic d'esclaus i permetre que la Royal Navy s'apodera dels seus vaixells d'esclaus.

## Campanya per abolir l'esclavitud

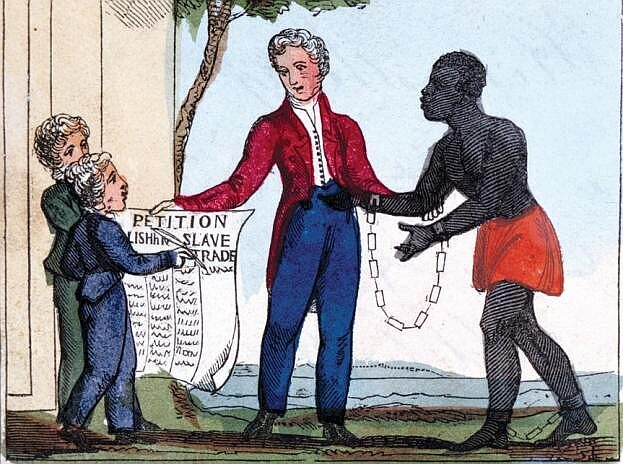
Il·lustració del llibre: The Black Man's Lament, or, how to make sucre d'Amelia Opie. (Londres, 1826)

Entre 1807 i 1823, els abolicionistes van mostrar poc interès per abolir l'esclavitud en si. Eric Williams va presentar dades econòmiques a Capitalisme i esclavitud per demostrar que el comerç d'esclaus en si només generava petits beneficis en comparació amb les plantacions de sucre molt més lucratives del Carib i, per tant, l'esclavitud continuava prosperant en aquestes finques. No obstant això, a partir de 1823, la indústria sucrera britànica del Carib va entrar en un declivi final, i el parlament britànic ja no va sentir que necessitaven protegir els interessos econòmics dels plantadors de sucre de les Índies Occidentals.
El 1823 es va fundar a Londres la Societat Anti-esclavitud. Els membres van incloure Joseph Sturge, Thomas Clarkson, William Wilberforce, Henry Brougham, Thomas Fowell Buxton, Elizabeth Heyrick, Mary Lloyd, Jane Smeal, Elizabeth Pease i Anne Knight. Els militants de races mixtes jamaicanes com Louis Celeste Lecesne i Richard Hill també eren membres de la Societat Anti-esclavitud.

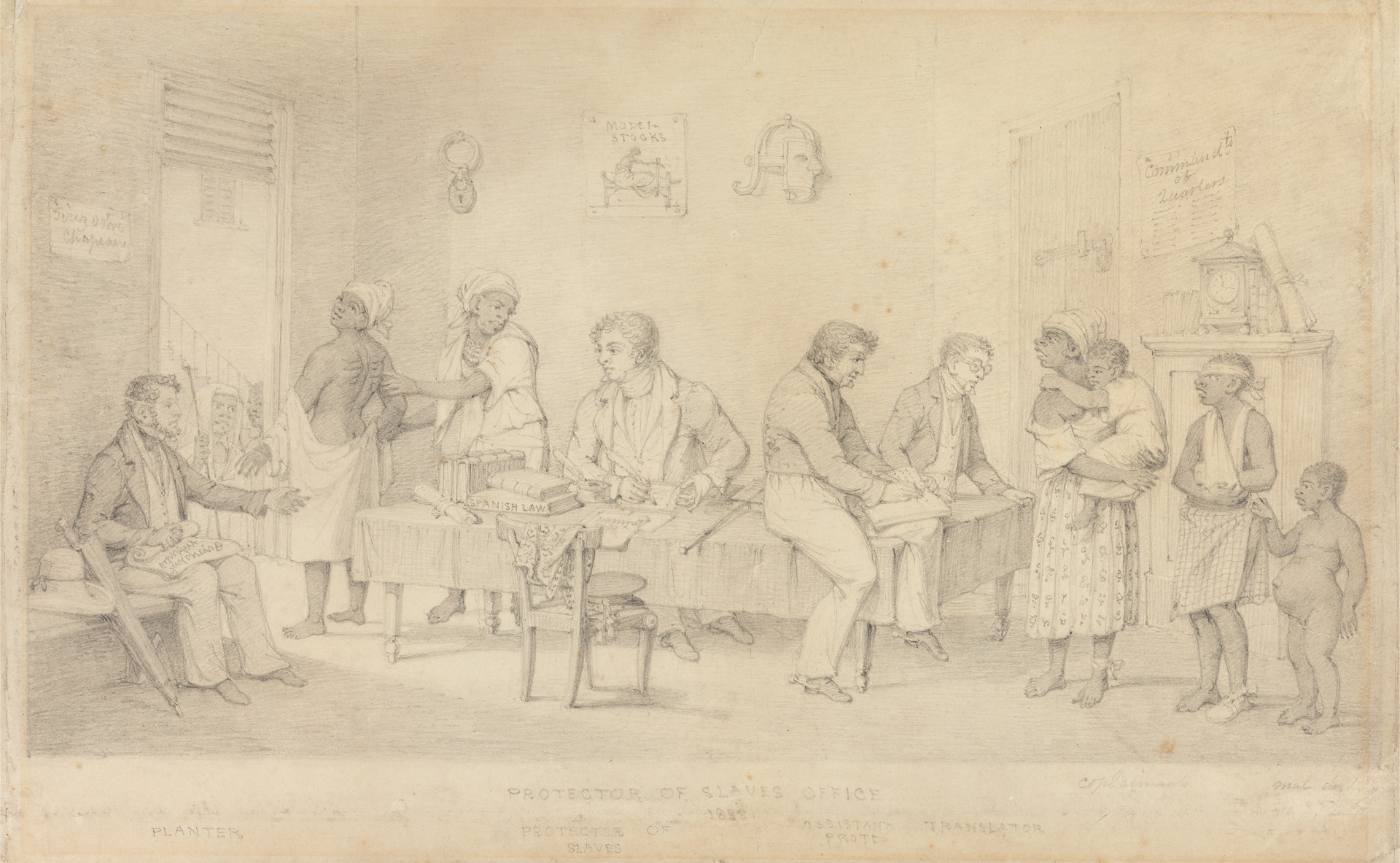
Protector of Slaves Office (Trinitat), Richard Bridgens, 1838

Durant les vacances de Nadal de 1831, va esclatar una revolta d'esclaus a gran escala a Jamaica, coneguda com la Guerra Baptista. Va ser organitzat originàriament com una vaga pacífica pel ministre baptista Samuel Sharpe. La rebel·lió va ser reprimida per la milícia de la plantocràcia jamaicana i la guarnició britànica deu dies després a principis de 1832. A causa de la pèrdua de béns i vides a la rebel·lió de 1831, el Parlament britànic va fer dues investigacions. Els resultats d'aquestes investigacions van contribuir molt a l'abolició de l'esclavitud amb la Llei d'abolició de l'esclavitud de 1833.
Fins aleshores, els plantadors de sucre de les riques illes britàniques com la Colònia de Jamaica i Barbados van poder comprar barris podrits i de butxaca, i van poder formar un cos de resistència als moviments per abolir l'esclavitud. Aquest lobby de les Índies Occidentals, que més tard es va convertir en el Comitè de les Índies Occidentals, va comprar prou seients per poder resistir les obertures dels abolicionistes. No obstant això, la Llei de reforma de 1832 va escombrar els seus seients de districte podrits, obrint el camí perquè la majoria de membres de la Cambra dels Comuns impulsessin una llei per abolir l'esclavitud en tot l'Imperi Britànic.

## Actuar

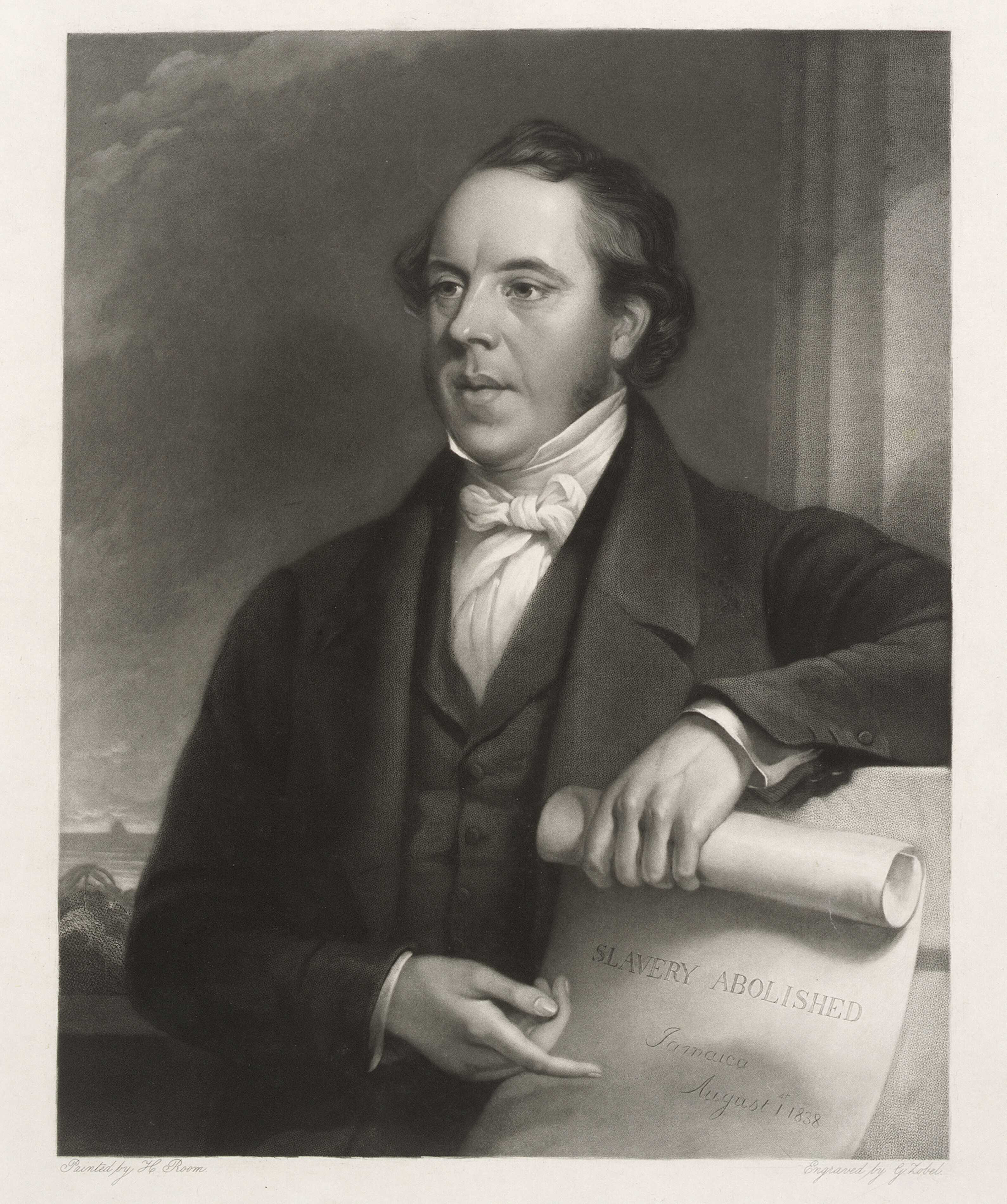
Retrat de l'abolicionista Thomas Clarkson, cap a 1840, segons Henry Room ; al rotllo hi ha "L'esclavitud abolida; Jamaica; 1 d'agost de 1838", data en què van acabar els aprenentatges.

La Llei va aprovar la seva segona lectura a la Cambra dels Comuns sense oposició el 22 de juliol de 1833, just una setmana abans de la mort de William Wilberforce. Va rebre la sanció reial un mes després, el 28 d'agost, i va entrar en vigor l'any següent, l'1 d'agost de 1834. En termes pràctics, només els esclaus menors de sis anys van ser alliberats a les colònies. Els antics esclaus de més de sis anys van ser redesignats com a "aprenents", i la seva servitud va ser abolida en dues etapes: el primer conjunt d'aprenentatges va acabar l'1 d'agost de 1838, mentre que els últims aprenentatges havien de cessar l'1 d'agost de 1840. La Llei excloïa específicament "els territoris en possessió de la Companyia de les Índies Orientals, o a l'illa de Ceilan o a l'illa de Santa Helena". Les excepcions van ser eliminades el 1843.

## Pagaments als propietaris d'esclaus
La llei preveia pagaments als propietaris d'esclaus. La quantitat de diners a gastar en els pagaments es va fixar en "la suma de vint milions de lliures esterlines". Segons els termes de l'Acta, el govern britànic va recaptar 20 milions de lliures per pagar la pèrdua dels esclaus com a actius comercials als propietaris registrats dels esclaus alliberats. El 1833, 20 milions de lliures esterlines representaven el 40% dels ingressos anuals del Tresor o aproximadament el 5% del PIB britànic de l'època. Per finançar els pagaments, el govern britànic va contractar un préstec de 15 milions de lliures, finalitzat el 3 d'agost de 1835, amb el banquer Nathan Mayer Rothschild i el seu cunyat Moses Montefiore ; 5 milions de lliures es van pagar directament en accions governamentals, per valor de 1.500 milions de lliures en l'actualitat. Els contribuents britànics no van tornar els diners fins al 2015, quan el govern britànic va decidir modernitzar la cartera de daurats bescanviant tots els daurats restants sense data. La llarga bretxa entre aquests diners prestats i el seu reemborsament es va deure al tipus d'instrument financer utilitzat, més que a la quantitat de diners prestada.
La meitat dels diners es destinava a famílies propietaris d'esclaus al Carib i Àfrica, mentre que l'altra meitat es destinava a propietaris absents que vivien a Gran Bretanya. Els noms que figuren a les declaracions dels pagaments dels propietaris d'esclaus mostren que la propietat estava repartida per molts centenars de famílies britàniques, moltes d'elles (encara que no totes) d'alta posició social. Per exemple, Henry Phillpotts (aleshores bisbe d'Exeter), amb tres més (com a síndics i marmessors del testament de John Ward, primer comte de Dudley), va rebre 12.700 lliures per 665 esclaus a les Índies Occidentals, mentre Henry Lascelles, segon comte de Harewood va rebre 26.309 lliures per 2.554 esclaus en 6 plantacions. La majoria d'homes i dones que van rebre un pagament en virtut de la Llei d'abolició de 1833 figuren a una llista parlamentària, titulada Llei d'abolició de l'esclavitud, que és un compte de tots els diners atorgats pels Comissaris de Compensació d'Esclaus als Documents Parlamentaris 1837–8 (215). vol. 48.

## Protestes contra els aprenents
L'1 d'agost de 1834, un grup desarmat de gent majoritàriament ancians a qui s'adreçava el governador a la Casa de Govern de Port of Spain, Trinitat, sobre les noves lleis, va començar a cantar: "Pas de six ans. Point de six ans" ("No sis anys. No sis anys"), ofegant la veu del governador. Les protestes pacífiques van continuar fins que es va aprovar una resolució per abolir l'aprenentatge i es va aconseguir la llibertat de facto. L'1 d'agost de 1838 es va concedir legalment la plena emancipació

## Excepcions i continuacions
Com a excepció notable a la resta de l'Imperi Britànic, l'Acta no es va estendre a cap dels territoris administrats per la Companyia de les Índies Orientals, incloses les illes de Ceilan i Santa Helena, en les quals la Companyia havia estat regulant de manera independent., i en part prohibint el tràfic d'esclaus des de 1774; amb regulacions que prohibeixen l'esclavitud, la venda sense escriptura escrita i el transport d'esclaus al territori de la Companyia prohibit durant el període. La Llei d'esclavitud de l'Índia de 1843 va prohibir als empleats de la companyia posseir o tractar amb esclaus, a més de concedir una protecció limitada segons la llei, que incloïa la capacitat per a un esclau de posseir, transferir o heretar propietats, beneficiant teòricament els 8 a 10. milions que es calculava que existien al territori de l'empresa, per citar el Rev. Howard Malcom :
— Travels in Hindustan, & China. Chambers's edition, p. 23.
Es diu que el nombre d'esclaus a Carnatic, Mysore i Malabar és més gran que a la majoria d'altres parts de l'Índia, i abraça gairebé tota la casta Puncham Bundam. La xifra total a l'Índia britànica no s'ha determinat mai, però les persones més ben informades que vaig poder consultar se suposa que és, de mitjana, almenys una de cada vuit, és a dir, uns deu milions. Molts els consideren el doble de nombrosos.
— Travels in Hindustan, & China. Chambers's edition pàg. 23.
L'any 1839 es va formar a Londres una organització successora de l'Anti-Slavery Society, la British and Foreign Anti-Slavery Society, que va treballar per prohibir l'esclavitud a tot el món. L'organització internacional de drets humans més antiga del món, continua avui com a Anti-Slavery International.
Es creu que després de 1833 el tràfic clandestí d'esclaus va continuar dins l'Imperi Britànic; el 1854 Nathaniel Isaacs, propietari de l'illa de Matakong davant la costa de Sierra Leone va ser acusat de tràfic d'esclaus pel governador de Sierra Leone, Sir Arthur Kennedy. Els documents relacionats amb els càrrecs es van perdre quan el Forerunner va naufragar a Madeira l'octubre de 1854. A falta dels papers, els tribunals anglesos es van negar a continuar amb el processament.
A Austràlia, la merla i el manteniment de la paga dels Indígenes australians "en confiança" van continuar, en alguns casos fins a la dècada de 1970.
L'esclavitud moderna, tant en forma de Tràfic de persones com de persones empresonades per treballs forçats o obligatoris, continua fins als nostres dies.

## Derogació

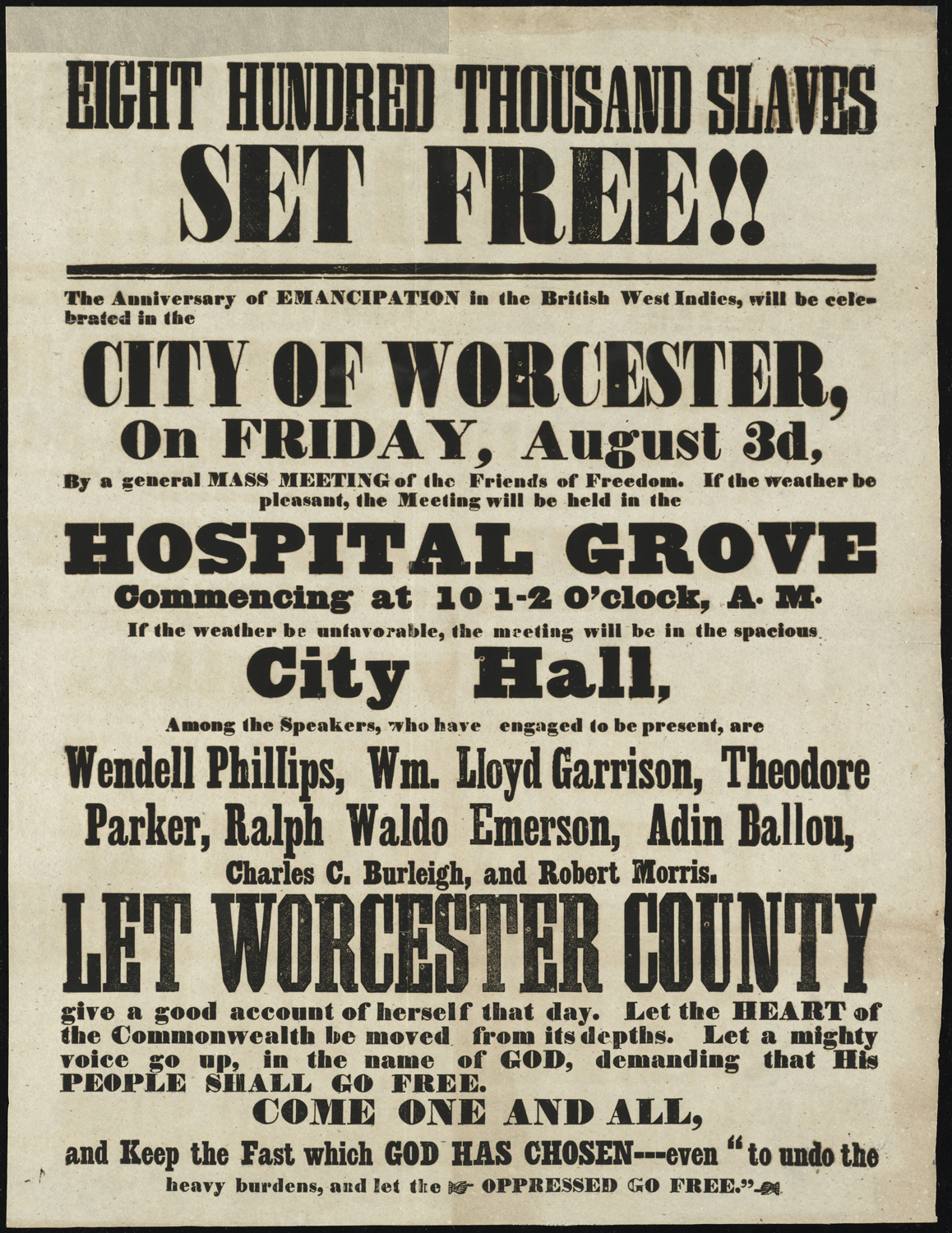
Cartell d'un esdeveniment a Worcester, Massachusetts el 1849, commemorant la fi de l'esclavitud a les Índies Occidentals Britàniques

La Llei d'abolició de l'esclavitud de 1833 va ser derogada íntegrament per la Llei de l'estatut (derogacions) de 1998. La derogació no ha tornat a legalitzar l'esclavitud, amb seccions de la Llei de comerç d'esclaus de 1824, la Llei de comerç d'esclaus de 1843 i la Llei de comerç d'esclaus de 1873 que continuen en vigor. En el seu lloc, la Llei de Drets Humans de 1998 incorpora a la llei britànica l'article 4 de la Convenció Europea de Drets Humans que prohibeix la tinença de persones com a esclaus.

## Aparició en la cultura popular
Ava DuVernay va rebre l'encàrrec del Museu Nacional d'Història i Cultura Afroamericana de la Smithsonian Institution per crear una pel·lícula que va debutar a la inauguració del museu el 24 de setembre de 2016. Aquesta pel·lícula, 28 August: A Day in the Life of a People, narra sis esdeveniments significatius de la història afroamericana que van passar la mateixa data, el 28 d'agost. Els esdeveniments representats inclouen (entre d'altres) l'assentiment reial de Guillem IV a la Llei d'abolició de l'esclavitud.
Amazing Grace és una pel·lícula dramàtica biogràfica britànica-nord-americana de 2006 dirigida per Michael Apted, sobre la campanya contra el tràfic d'esclaus a l'Imperi Britànic, dirigida per William Wilberforce, responsable de dirigir la legislació contra el comerç d'esclaus a través del Parlament del Regne Unit. El títol és una referència a l'himne de 1772 " Amazing Grace ". La pel·lícula també relata les experiències de John Newton com a tripulant en un vaixell d'esclaus i la posterior conversió religiosa, que va inspirar la seva escriptura del poema utilitzat més tard en l'himne. Newton es presenta com una influència important en Wilberforce i el moviment d'abolició.
La Llei es fa referència a la novel·la de 2010 The Long Song de l'autora britànica Andrea Levy i a l'adaptació televisiva de la BBC de 2018 amb el mateix nom. La novel·la i la sèrie de televisió expliquen la història d'un esclau a la Jamaica colonial que viu el període d'abolició de l'esclavitud a les Índies Occidentals Britàniques.